# Peter Dietrich
Peter Dietrich (Neu-Isenburg, Alemania nazi, 6 de marzo de 1944) es un exfutbolista alemán que jugaba como centrocampista.

## Selección nacional
Fue internacional con la selección de Alemania Federal en una ocasión. Formó parte de la selección que obtuvo el tercer lugar en la Copa del Mundo de 1970, pese a no haber jugado ningún partido durante el torneo.

### Participaciones en Copas del Mundo
| Mundial                        | Sede   | Resultado    | Partidos | Goles |
| ------------------------------ | ------ | ------------ | -------- | ----- |
| Copa Mundial de Fútbol de 1970 | México | Tercer lugar | 0        | 0     |

## Clubes
| Club                     | País             | Año       |
| ------------------------ | ---------------- | --------- |
| SpVgg Neu-Isenburg       | Alemania Federal | 1963-1964 |
| ESV Ingolstadt           | Alemania Federal | 1964-1966 |
| Rot-Weiss Essen          | Alemania Federal | 1966-1967 |
| Borussia Mönchengladbach | Alemania Federal | 1967-1971 |
| Werder Bremen            | Alemania Federal | 1971-1976 |

## Palmarés

### Campeonatos nacionales
| Título     | Club                     | País             | Año  |
| ---------- | ------------------------ | ---------------- | ---- |
| Bundesliga | Borussia Mönchengladbach | Alemania Federal | 1970 |
| Bundesliga | Borussia Mönchengladbach | Alemania Federal | 1971 |

## Condecoraciones
| Distinción      | Año  |
| --------------- | ---- |
| Laurel de Plata | 1970 |